# Râul Bejna
Râul Bejna este un afluent al râului Valea Mare. 

## Hărți
- Harta Județului Caraș-Severin
- Harta Munții Semenic  Arhivat în 4 martie 2016, la Wayback Machine.